# Tsjecho-Slowakije op de Olympische Zomerspelen 1968
Tsjecho-Slowakije nam deel aan de Olympische Zomerspelen 1968 in Mexico-Stad, Mexico. Met zeven gouden medailles werd het record uit 1952 geëvenaard.

## Medailles

### 1Goud
- Atletiek - Vrouwen hoogspringen, Miloslava Rezková
- Schoonspringen - Vrouwen 10 m platform, Milena Duchková
- Turnen - Vrouwen individuele meerkamp, Věra Čáslavská
- Turnen - Vrouwen vloer, Věra Čáslavská
- Turnen - Vrouwen paardsprong, Věra Čáslavská
- Turnen - Vrouwen brug ongelijk, Věra Čáslavská
- Schieten - 10 m 50 m geweer - Liggend, Jan Kůrka

### 2Zilver
- Turnen - Vrouwen evenwichtsbalk, Věra Čáslavská
- Turnen - Vrouwen teamwedstrijd

### 3Brons
- Atletiek - Mannen discuswerpen, Ludvík Daněk
- Volleybal - Mannenteamwedstrijd: Antonín Procházka, Jiří Svoboda, Luboš Zajíček, Josef Musil, Josef Smolka, Vladimír Petlák, Petr Kop, František Sokol, Bohunil Golián, Zdeněk Groessl, Pavel Schenk en Drahomír Koudelka
- Worstelen - Mannen Grieks-Romeins vlieggewicht, Miroslav Zeman
- Worstelen - Mannen Grieks-Romeins zwaargewicht, Petr Kment

## Resultaten en deelnemers per onderdeel

### Voetbal

#### Mannentoernooi
- Spelers
  - Antonín Kramerius
  - Dušan Bartovič
  - Jaroslav Boroš
  - Jaroslav Findejs
  - Jiří Večerek
  - Josef Linhart
  - Jozef Jarabinský
  - Július Holeš
  - Ladislav Pajerchin
  - Ladislav Petráš
  - Miloš Herbst
  - Miroslav Kráľ
  - Mikuláš Krnáč
  - Pavel Stratil
  - Peter Mutkovič
  - Stanislav Jarábek
  - Stanislav Štrunc
  - Josef Bouška
- Bondscoach: Václav Blažejovský

### Volleybal

#### Mannentoernooi
- Groepsfase
  - Versloeg Oost-Duitsland (3-2)
  - Versloeg Verenigde Staten (3-1)
  - Versloeg Japan (3-2)
  - Versloeg Brazilië (3-2)
  - Versloeg Mexico (3-0)
  - Versloeg Bulgarije (3-2)
  - Versloeg België (3-0)
  - Verloor van Polen (1-3)
  - Verloor van Sovjet-Unie (0-3) → Brons
- Spelers
  - Antonín Procházka
  - Jiří Svoboda
  - Luboš Zajíček
  - Josef Musil
  - Josef Smolka
  - Vladimír Petlák
  - Petr Kop
  - František Sokol
  - Bohunil Golián
  - Zdeněk Groessl
  - Pavel Schenk
  - Drahomír Koudelka
- Hoofdcoach: Václav Matiášek

#### Vrouwentoernooi
- Groepsfase
  - Verloor van Sovjet-Unie (1-3)
  - Versloeg Verenigde Staten (3-1)
  - Versloeg Mexico (3-0)
  - Verloor van Japan (0-3)
  - Versloeg Peru (3-2)
  - Verloor van Polen (0-3)
  - Verloor van Zuid-Korea (1-3) → Zesde plaats
- Spelers
  - Anna Mifková
  - Elena Moskalová-Poláková
  - Eva Široká
  - Hana Vlasáková
  - Hilda Mazúrová
  - Irena Svobodová-Tichá
  - Jitka Senecká
  - Júlia Bendeová
  - Karla Šašková
  - Pavlína Štefková
  - Věra Hrabáková
  - Věra Štruncová

Afghanistan · Algerije · Amerikaanse Maagdeneilanden · Argentinië · Australië · Bahama's · Barbados · België · Bermuda · Birma · Bolivia · Bondsrepubliek Duitsland · Brazilië · Brits-Honduras · Bulgarije · Canada · Centraal-Afrikaanse Republiek · Ceylon · Chili · Colombia · Congo-Kinshasa · Costa Rica · Cuba · Denemarken · Dominicaanse Republiek · Duitse Democratische Republiek · Ecuador · El Salvador · Ethiopië · Fiji · Filipijnen · Finland · Frankrijk · Ghana · Griekenland · Groot-Brittannië · Guatemala · Guinee · Guyana · Honduras · Hongarije · Hongkong · Ierland · IJsland · India · Indonesië · Irak · Iran · Israël · Italië · Ivoorkust · Jamaica · Japan · Joegoslavië · Kameroen · Kenia · Koeweit · Libanon · Libië · Liechtenstein · Luxemburg · Madagaskar · Maleisië · Mali · Malta · Marokko · Mexico · Monaco · Mongolië · Nederland · Nederlandse Antillen · Nicaragua · Nieuw-Zeeland · Niger · Nigeria · Noorwegen · Oeganda · Oostenrijk · Pakistan · Panama · Paraguay · Peru · Polen · Portugal · Puerto Rico · Roemenië · San Marino · Senegal · Sierra Leone · Singapore · Soedan · Sovjet-Unie · Spanje · Suriname · Syrië · Taiwan · Tanzania · Thailand · Trinidad en Tobago · Tunesië · Turkije · Tsjaad · Tsjecho-Slowakije · Uruguay · Venezuela · Verenigde Arabische Republiek · Verenigde Staten · Vietnam · Zambia · Zuid-Korea · Zweden · Zwitserland